# 西泉镇
西泉镇，是中华人民共和国安徽省滁州市凤阳县下辖的一个镇。

## 行政区划
西泉镇下辖以下地区：
西泉社区、宫集村、禹塘村、新建村、欢塘村、蒋村、盘龙村、宫庄村、姚郢村、考西村、考东村和全心村。